# Formula Holden

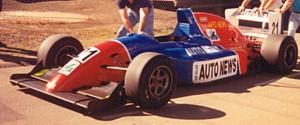
Una vettura Ralt RT23 di Formula Holden

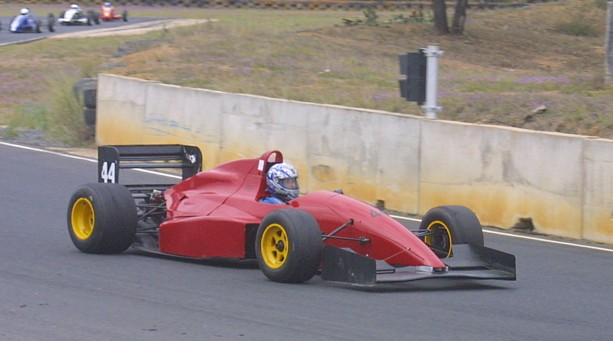
Reynard 92D

La Formula Holden fu un campionato motoristico, riservato a vetture a ruote scoperte, che si disputò in Australia tra il 1989 e il 2007.

## La storia

### La nascita e l'avvento della F3000
Ideata inizialmente col nome di Formula Australia, la serie fu concepita per ospitare vetture con telaio d'alluminio, spinte da un motore Buick da 3800 cm³ V6, montato sulla nuova versione della vettura stradale  Holden Commodore. Quasi subito queste vetture vennero soppiantate dalle più economiche vetture di Formula 3000; dal 1992 vennero infatti ammesse vetture in fibra di carbonio.
Nel 2006 una versione aggiornata del motore venne offerta dal 3.600 cm³ V6 Alloytec, per quanto non venne abbandonato del tutto il propulsore Holden.
Come detto le vetture più impiegate erano vecchie vetture di Formula 3000, per lo più quelle dismesse dalla Formula 3000 giapponese, anche se non mancarono vetture specificatamente pensate per tale categoria, costruite da produttori locali, quali Cheetah, Elfin, Spa (disegnata dal progettista di Formula 1 Gary Anderson) e TAFE Shrike designs.

### Il cambio di denominazione
Dal 1991 al 1995 la serie prese il nome di Formula Brabham in onore dell'ex campione del mondo di F1, Jack Brabham che funse da padrino della categoria in quel periodo. Nel 1996 si ritornò al vecchio nome di Formula Holden, mentre dal 2003 la categoria assunse quello di  "Formula 4000 powered by Holden".

### Il declino
Dalla sua nascita, avvenuta nel 1989, fino al  2004 la formula venne utilizzata per attribuire l'Australian Drivers' Championship per la CAMS Gold Star. Dal 2005 è la F3 australiana ad assegnare tale riconoscimento, visto anche il maggior interesse riscosso da quest'ultima.
Nel 2006 la categoria divenne parte delle Australian Motor Racing Series regolate dall'Australian Auto Sport Alliance (AASA) e il campo dei partenti non vide solo vetture della Formula 4000 ma anche vetture provenienti dal nuovo campionato Oz BOSS. L'anno successivo il numero di partecipanti fu talmente ridotto che, di fatto, la categoria venne amalgamata con l'OzBOSS. Ciò condusse a una nuova denominazione delle vetture, che divennero Formula 3000V6.
Il campo dei partenti era composto non solo da piloti gentleman ma anche da giovani promesse, spesso provenienti da regioni vicine.  La scarsa qualità tecnica del campionato spingevano però i migliori a cercare nuove esperienze nei campionati europei minori, come per esempio Will Power (che partecipò all F3 inglese), o del Nord America (Scott Dixon in Indy Lights).

### L'impiego fuori dall'Australia
La categoria dette vita anche a una serie pan-pacifica nel 1993, a diversi gran premi di Nuova Zelanda  e a delle Tasman Cup (Australia contro Nuova Zelanda), utilizzate quali serie estive. Fu anche proposta una serie asiatica, da basarsi in Cina.

## Albo d'oro
| Anno        | Nome del campionato                 | Campione      | Vettura     |
| ----------- | ----------------------------------- | ------------- | ----------- |
| 1989        | Formula Holden                      | Rohan Onslow  | Ralt RT20   |
| 1990        | Formula Holden                      | Simon Kane    | Ralt RT21   |
| 1991        | Formula Brabham                     | Mark Skaife   | Spa FB003   |
| 1992        | Formula Brabham                     | Mark Skaife   | Spa FB003   |
| 1993        | Formula Brabham                     | Mark Skaife   | Lola T91/50 |
| 1994        | Formula Brabham                     | Paul Stokell  | Reynard 91D |
| 1995        | Formula Brabham                     | Paul Stokell  | Reynard 91D |
| 1996        | Formula Holden                      | Paul Stokell  | Reynard 91D |
| 1997        | Formula Holden                      | Jason Bright  | Reynard 91D |
| 1998        | Formula Holden                      | Scott Dixon   | Reynard 92D |
| 1999        | Formula Holden                      | Simon Wills   | Reynard 94D |
| 2000        | Formula Holden                      | Simon Wills   | Reynard 94D |
| 2001        | Formula Holden                      | Rick Kelly    | Reynard 94D |
| 2002        | Formula Holden                      | Will Power    | Reynard 94D |
| 2003        | Formula 4000                        | Daniel Gaunt  | Reynard 96D |
| 2004        | Formula 4000                        | Neil McFadyen | Reynard 95D |
| 2005 (CAMS) | Formula 4000                        | Peter Hackett | Reynard 96D |
| 2006 (AMRS) | Formula 4000                        | Derek Pingel  | Reynard 95D |
| 2007 (AMRS) | OzBoss Championships, F3000V6 class | Ty Hanger     | Reynard 95D |

## Vetture utilizzate nella Formula Holden
Cheetah Mk.9, Dome F102, Elfin FA891, Hocking 901, Hocking 911, Liston BF3, Lola T87/50, Lola T91/50, Lola T93/50, March 87B, Ralt RT4, Ralt RT20, Ralt RT21, Ralt RT23, Reynard 89D, Reynard 90D, Reynard 91D, Reynard 92D, Reynard 93D, Reynard 94D, Reynard 95D, Reynard 96D, Reynard 97D, Reynard 98D, Shrike NB89H, SPA 001, SPA 002, SPA 003